# Цаценкин, Иван Афанасьевич
Иван Афанасьевич Цаценкин (1905—1973) — советский учёный, специалист в области геоботаники и кормоведения, доктор сельскохозяйственных наук, профессор.
Старший научный сотрудник, зав лабораторией Всесоюзного научно-исследовательского института кормов им. В. Р. Вильямса (1930—1973), член Всесоюзного Ботанического общества (1946—1973). Также вёл научно-исследовательскую работу на базе Географического факультета Московского государственного университета имени М. В. Ломоносова (1950-е гг.).
Лауреат Лауреат премии имени М. В. Ломоносова 1951 года. Ученик Л. Г. Раменского.

## Научный вклад
Оценивая вклад И. А. Цаценкина в науку, советский геоботаник Т. А. Работнов писал:

После смерти Л. Г. Раменского его ученик Иван Афанасьевич Цаценкин, упростив методику, завершил работу по составлению экологических шкал для растений сенокосов и пастбищ европейской части бывшего СССР. На основе использования огромного количества (до 20 тысяч) описаний растительности были составлены экологические шкалы, в которых охарактеризовано более 1500 видов растений по их отношению к увлажнению, богатству почвы, а для некоторых видов, помимо того, к переменности увлажнения, уровню седиментации и к выпасу. Экологические характеристики видов выражались в амплитудах ступеней увлажнения, богатства почвы и др., при которых они встречаются в соответствующих градациях их участия в фитоценозах (по проективному покрытию). Пользуясь этими шкалами, можно было по любому правильно составленному геоботаническому описанию определить в условных показателях увлажнение, богатство почвы и др. <…> И. А. Цаценкин с учениками создал экологические шкалы для других регионов СССР (Кавказа, Средней Азии, Алтая, Сибири, Дальнего Востока, Памира), а также для Карпат и Балкан.

## Член научных советов, обществ, комиссии, экспедиции и участие в конференциях
- руководитель специальной сенокосно-пастбищной экспедиции Всесоюзного института кормов ВАСХНИЛ в МНР[7] или по другим данным сенокосно-пастбищной экспедиции (комиссии) Народного комиссариата земледелия СССР (Наркомзема СССР) и Комитета наук Монгольской Народной Республики (МНР) (1940—1951)[8],
- член Всесоюзного Ботанического общества (1946—1973)[6],
- член организационного комитета Конференции по развитию производительных сил Восточной Сибири Всесоюзного ордена Ленина академии сельскохозяйственных наук имени В. И. Ленина (1958)[1][6][7][8].

## Награды и премии
- Лауреат премии имени М. В. Ломоносова (1951)[1][4],
- Орден Трудового Красного Знамени (1954)[1].

## Избранные сочинения и некоторые публикации
- Цаценкин, Иван Афанасьевич.  Естественные кормовые ресурсы Монгольской Народной Республики [Текст]: Восточная часть Гоби] / И. А. Цаценкин, А. А. Юнатов. — М.: Акад. наук СССР, 1951. — 351 с.
- Цаценкин, Иван Афанасьевич. Вопросы изучения естественных кормовых угодий колхозов и совхозов Восточной Сибири [Текст] / И. А. Цаценкин, д-р с.-х. наук ; Акад. наук СССР. Орг. ком-т Конференции по развитию производит. сил Вост. Сибири. Всесоюз. ордена Ленина акад. с.-х. наук им. В. И. Ленина. — М.: М-ва сел. хоз-ва РСФСР, 1958. — 6 с. — 1500 экз.
- Цаценкин, Иван Афанасьевич. Методика паспортизации природных кормовых угодий [Текст] / И. А. Цаценкин, Н. А. Антипин, О. Н. Чижиков; Всесоюз. ордена Ленина акад. с.-х. наук им. В. И. Ленина. Всесоюз. науч.-исслед. ин-т кормов им. В. Р. Вильямса. — М.: Изд-во М-ва сел. хоз-ва СССР, 1959. — 110 с. — 1100 экз.
- Иван Афанасьевич Цаценкин, Александра Емельяновна Касач. Экологическая оценка пастбищ и сенокосов Памира по растительному покрову. — Душанбе: Дониш, 1970. — 95 с. Корнеллский университет, оцифровано 10.02.2009
- Иван Афанасьевич Цаценкин Памирская биологическая станция. Экологические шкалы для растений пастбищ и сенокосов горных и равнинных районов Средней Азии, Алтая и Урала / Памирская биологическая станция Памирской базы АН ТаджССР. Всесоюз. науч.-исслед. ин-т кормов МСХ СССР. — Душанбе: Дониш, 1967. — 224 с. — 1400 экз. Корнеллский университет, оцифровано 11.02.2009
- Иван Афанасьевич Цаценкин. Экологическая оценка кормовых угодий Карпат и Балкан по растительному покрову. — М.: Всесоюзный научно-исследовательский институт кормов им. В. Р. Вильямса, 1970. — 249 с. — 1100 экз.
- Иван Афанасьевич Цаценкин. Некоторые публикации. — Генеральный алфавитный каталог книг на русском языке (1725—1998). Российская национальная библиотека
- Иван Афанасьевич Цаценкин. Некоторые публикации. — Российская государственная библиотека.